# Ginocchio
Il ginocchio è un'articolazione che unisce la coscia e la gamba, le quali, insieme al piede, compongono l'arto inferiore. Il ginocchio è composto in realtà da due articolazioni: una tra femore e tibia, e l'altra tra femore e rotula. L'incavo posteriore è chiamato cavità poplitea.
L'articolazione del ginocchio è la più complessa ed ampia dello scheletro umano. Mentre le superfici articolari sembrano identificarla come un'articolazione estremamente mobile, l'apparato legamentoso, ad essa connesso, ne riduce i movimenti alla sola flessione ed estensione.
Risulta anche di difficile classificazione: per i rapporti articolari che si stabiliscono tra femore e tibia, presenta caratteri simili alle condilartrosi ed ai ginglimi angolari (o trocleari); per i rapporti articolari tra femore e patella, invece, presenta caratteri simili alle artrodie. Ad essa partecipano il femore, con i suoi condili e con la superficie patellare, la rotula (o patella) e la tibia, con le sue superfici condiloidee. Il perone, invece, non partecipa alla formazione dell'articolazione del ginocchio, articolandosi solo con la tibia e parzialmente con l'astragalo.

## Anatomia

### Ossa e superfici articolari
L'articolazione del ginocchio è un ginglimo angolare, con un grado di libertà consente quindi il movimento di flessione-estensione; Prevede un secondo grado di mobilità, la rotazione su asse longitudinale della gamba, che si verifica solo a ginocchio flesso.
Sul piano frontale, grazie agli assi longitudinali del femore e della tibia, è possibile notare il comune fisiologico valgismo di circa 170°.
Le ossa coinvolte nell'articolazione del ginocchio sono il femore, la rotula (o patella) e la tibia.
La patella è il più grande osso sesamoide del corpo umano. È un osso piatto che possiede due superfici, una anteriore ed una posteriore, tre lati ed un apice diretto inferiormente ma la sua forma è molto variabile. La superficie anteriore è molto ricca di fori nutritizi (dove penetrano rami delle arterie genicolate e della ricorrente anteriore tibiale) ed appare scabra, con rilievi longitudinali che possono essere più o meno marcati a seconda dell'individuo e che sono le aree di inserzione del tendine del muscolo quadricipite femorale. Prossimalmente presenta un'area più liscia dove si inseriscono i muscoli vasto intermedio e retto del femore. Lungo i lati mediale e laterale si inseriscono rispettivamente il retinacolo patellare mediale e il retinacolo patellare laterale. La superficie posteriore è invece più liscia di quella anteriore. La porzione superiore è divisa longitudinalmente da un rilievo, detto spigolo, in due faccette articolari, con la laterale più estesa della mediale. Tramite le due faccette la patella si articola con la superficie patellare del femore. La porzione inferiore sino all'apice è invece molto scabra, qui infatti si inserisce il tendine patellare che la collega alla tibia. La patella è costituita da una lamina di osso compatto superficiale che ricopre una più spessa porzione trabecolare, con le trabecole parallele alla superficie dell'osso nella porzione anteriore, più raggiate in quella posteriore.
La superficie articolare del femore è costituita dalla sua epifisi distale espansa. L'epifisi distale del femore è costituita dai due condili, mediale e laterale, che anteriormente si fondono per poi formare la diafisi, mentre posteriormente divergono lateralmente; lo spazio che ne deriva è la fossa intercondiloidea. Superiormente e lateralmente ad esso, ciascun condilo possiede il corrispondente epicondilo. La porzione superiore dell'epicondilo mediale forma una sporgenza detta tubercolo adduttorio, poiché vi si inserisce una parte del tendine del muscolo grande adduttore. La superficie dell'epifisi distale posteriore compresa tra le due linee sopracondiloidee (mediale e laterale), detta poplitea, è scabra appena superiormente ai condili. Scabra è anche la superficie anteriore dei condili e degli epicondili, ma è liscia posteriormente sui condili e nella fossa intercondiloidea. Anteriormente all'epifisi distale vi è un'area triangolare liscia, la superficie patellare che si articola con la patella; è concava trasversalmente e convessa verticalmente. La superficie articolare del femore, costituita dalla superficie inferiore dei due condili è liscia ed ha la forma di una "U" rovesciata, essa si articola con il piatto tibiale, cioè la superficie superiore dell'epifisi prossimale della tibia, mentre non prende contatto con il perone.

### Capsula articolare
Come ogni diartrosi, il ginocchio è circondato da una capsula articolare, formata da membrane fibrose, separate da depositi di grasso. La capsula è costituita da una parte esterna e da una interna, che costituisce la membrana sinoviale, che delimita una cavità dove è presente liquido sinoviale. Anteriormente la membrana sinoviale è attaccata al margine delle cartilagini del femore e della tibia. Esistono altre capsule che non sono comunicanti con questa, presenti tra la cute e la patella.

### Menischi
I dischi articolari del ginocchio sono chiamati menischi. I menischi sono costituiti da tessuto connettivo con fibre di collagene contenente cellule cartilaginee, hanno una forma appiattita e sono fusi lateralmente con la membrana sinoviale. Ne troviamo due: il menisco laterale e il menisco mediale, che sono uniti tra loro dal legamento trasverso del ginocchio posto anteriormente ad essi. Il menisco laterale ha una forma quasi circolare, mentre quello mediale è più grande ed ha una forma semilunare. Entrambi prendono inserzione sull'eminenza intercondiloidea della tibia. I menischi servono a proteggere le estremità delle ossa dallo sfregamento e ad assorbire gli urti. Possono venire danneggiati o strappati quando il ginocchio è sottoposto a una rotazione o piegamento forzato.

### Legamenti
Molti legamenti circondano il ginocchio; essi hanno la funzione di tenere in sito il ginocchio e dare stabilità, limitando i movimenti e proteggendo la capsula articolare.

#### Intracapsulari
Il ginocchio è stabilizzato attraverso i legamenti crociati (anteriore e posteriore), che prendono inserzione sull'eminenza intercondiloidea e si incrociano a livello della fossa intercondiloidea. Il legamento crociato anteriore si estende dal condilo laterale del femore all'area intercondilare anteriore. Questo legamento impedisce che la tibia sia spinta anteriormente rispetto al femore. Il legamento crociato posteriore si estende dal condilo mediale del femore all'area intercondilare posteriore. Questo legamento impedisce lo spostamento posteriore della tibia rispetto al femore.
Il legamento traverso si estende dal menisco laterale al menisco mediale. Passa davanti ai menischi e li collega anteriormente. Nel 10% della popolazione è suddiviso in più legamenti. I legamenti meniscofemorali posteriori e anteriori si estendono dal corno posteriore del menisco laterale al condilo femorale mediale. Il legamento meniscofemorale posteriore è più comune; più raramente sono presenti entrambi i legamenti. Il legamento meniscotibiale (o coronarico) si estende dai margini inferiori dei mensichi alla periferia del plateau tibiale.

#### Extracapsulari
Il legamento patellare unisce la patella alla tuberosità tibiale. Viene anche chiamato tendine patellare vista la mancanza di separazione tra il tendine quadricipite (che circonda la patella) e l'area che collega la patella alla tibia. Lateralmente e medialmente al legamento patellare, i retinacoli laterale e mediale connettono le fibre del muscolo vasto laterale e mediale alla tibia. Alcune fibre del tratto iliotibiale si irradiano nei retinacoli e ricevono fibre trasversali derivanti dall'epicondilo femorale mediale.
I legamenti collaterali, mediale (o tibiale) e laterale (o fibulare), si originano dagli epicondili femorali per poi prendere inserzione rispettivamente sulla tibia e sulla testa del perone.

## Muscoli
I muscoli responsabili del movimento del ginocchio appartengono al compartimento anteriore, mediale o posteriore della coscia. In generale, i muscoli estensori appartengono al compartimento anteriore e i flessori al posteriore. Esistono due eccezioni: il gracile, un flessore, appartiene alla zona mediale e il sartorio, un flessore, all'anteriore.

### Estensori
| Muscolo                       | Origine | Inserzione                                                     | Arteria          | Nervi          | Azione                                                                                              | Antagonisti           |
| ----------------------------- | --- | -------------------------------------------------------------- | ---------------- | -------------- | --------------------------------------------------------------------------------------------------- | --------------------- |
| Muscolo geno articolare       | Estremità distale del corpo femorale anteriore                                                                    | Estensione prossimale della capsula articolare del ginocchio   | Arteria femorale | Nervo femorale | Tirare la borsa suprapatellare durante l'estensione del ginocchio                                   |                       |
| Sartorio                      | Parte superiore della spina iliaca antero-superiore                                                               | Lato mediale della tibia superiore nel pes anserinus           | Arteria femorale | Nervo femorale | Flessione e rotazione mediale del ginocchio; flessione, rotazione laterale e abduzione della coscia |                       |
| Muscolo quadricipite femorale | Combinazione tra muscoli vasti e muscolo retto femorale                                                           | Patella e tuberosità tibiale attraverso il legamento patellare | Arteria femorale | Nervo femorale | Estensione del ginocchio, flessione dell'anca (solo il muscolo retto femorale)                      | Muscoli ischiocrurali |
| Muscolo retto femorale        | Spina iliaca antero superiore e la superficie esterna della cresta ossea che forma la parte iliaca dell'acetabolo | Patella e tuberosità tibiale attraverso il legamento patellare | Arteria femorale | Nervo femorale | Estensione del ginocchio, flessione dell'anca                                                       | Muscoli ischiocrurali |
| Muscolo vasto laterale        | Trocantere maggiore, linea intertrocanterica, linea aspra del femore                                              | Patella e tuberosità tibiale attraverso il legamento patellare | Arteria femorale | Nervo femorale | Estensione e stabilizzazione del ginocchio                                                          | Muscoli ischiocrurali |
| Muscolo vasto intermedio      | Femore anterolaterale                                                                                             | Patella e tuberosità tibiale attraverso il legamento patellare | Arteria femorale | Nervo femorale | Estensione del ginocchio                                                                            | Muscoli ischiocrurali |
| Muscolo vasto mediale         | Femore | Patella e tuberosità tibiale attraverso il legamento patellare | Arteria femorale | Nervo femorale | Estensione del ginocchio                                                                            | Muscoli ischiocrurali |

### Flessori

#### Compartimento posteriore
| Muscolo                   | Origine                                                                            | Inserzione                                                                                 | Arteria                                                          | Nervo                                                                                    | Azione | Antagonisti                   |
| ------------------------- | ---------------------------------------------------------------------------------- | ------------------------------------------------------------------------------------------ | ---------------------------------------------------------------- | ---------------------------------------------------------------------------------------- | --- | ----------------------------- |
| Muscolo bicipite femorale | Tuberosità dell'ischio; linea aspra del femore                                     | Testa del perone, che si articola con la parte posteriore del condilo laterale della tibia | Arteria gluteale inferiore, arteria poplitea, arterie perforanti | Parte mediale (tibiale) del nervo sciatico; parte laterale (perone) del nervo sciatico   | Flessione del ginocchio, rotazione laterale della gamba (quando il ginocchio è flesso), estensione dell'articolazione dell'anca | Muscolo quadricipite femorale |
| Muscolo semitendinoso     | Tuberosità dell'ischio                                                             | Zampa d'oca                                                                                | Arteria gluteale inferiore, arterie perforanti,                  | Nervo sciatico (nervo tibiale, nervo lombare L5, nervi spinali sacrale S1 e S2)          | Flessione del ginocchio, estensione dell'articolazione dell'anca, rotazione mediale della gamba                                 | Muscolo quadricipite femorale |
| Muscolo semimembranoso    | Tuberosità dell'ischio                                                             | Superficie mediale della tibia                                                             | Arteria femorale profonda, arteria glutea                        | Nervo sciatico                                                                           | Flessione del ginocchio, estensione dell'articolazione dell'anca, rotazione mediale della gamba                                 | Muscolo quadricipite femorale |
| Muscolo gastrocnemio      | Condilo laterale del femore e condilo mediale del femore                           | Calcagno                                                                                   | Arteria suralis                                                  | Nervo tibiale (nervo sciatico), nello specifico i rami dei nervi spinali sacrali S1 e S2 | Flessione minore del ginocchio e della pianta del piede                                                                         | Muscolo tibiale anteriore     |
| Muscolo plantare          | Cresta laterale supracondilare del femore sopra la testa laterale del gastrocnemio | Tendine di Achille (lato mediale, in profondità nel tendine gastrocnemio)                  | Arteria suralis                                                  | Nervo tibiale                                                                            | Flessione del ginocchio e flessione della pianta del piede                                                                      | Muscolo tibiale anteriore     |
| Muscolo popliteo          | Facciata mediale della superficie laterale del condilo laterale femorale           | Tibia posteriore sotto il condilo della tibia                                              | Arteria poplitea                                                 | Nervo tibiale                                                                            | Rotazione mediale e flessione del ginocchio                                                                                     |                               |

#### Compartimento mediale
| Muscolo         | Origine               | Inserzione  | Arteria             | Nervi                                  | Azione                                                                               | Antagonisti |
| --------------- | --------------------- | ----------- | ------------------- | -------------------------------------- | ------------------------------------------------------------------------------------ | ----------- |
| Muscolo gracile | Ramo pubico inferiore | Zampa d'oca | Arteria otturatrice | Branca anteriore del nervo otturatorio | Flessione e rotazione mediale del ginocchio adduzione dell'anca, flessione dell'anca |             |

### Circolazione sanguigna

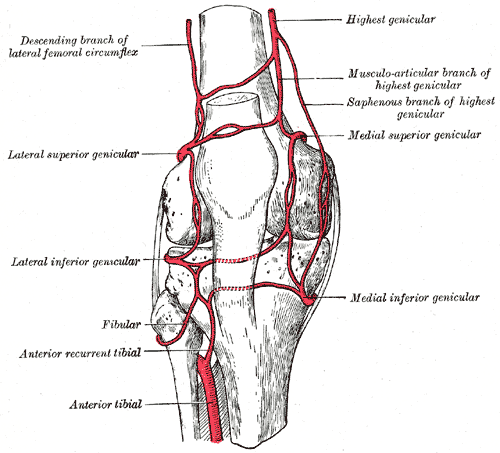
Arterie del ginocchio

L'arteria femorale e l'arteria poplitea contribuiscono a formare la rete arteriosa che circonda l'articolazione del ginocchio. Esistono sei rami principali: due arterie genicolari superiori, due arterie genicolari inferiori, l'arteria genicolare discendente e il ramo ricorrente dell'arteria tibiale anteriore. Le arterie genicolari mediali penetrano nel ginocchio.

## Funzione
L'articolazione del ginocchio permette movimenti di estensione e flessione della gamba rispetto alla coscia. I movimenti di rotazione sono limitati dalla presenza dei legamenti crociati e collaterali.
Il ginocchio consente la flessione e l'estensione su un asse trasversale virtuale, nonché una leggera rotazione mediale e laterale attorno all'asse della gamba inferiore. Il giunto del ginocchio è mobile perché il femore e il menisco laterale si muovono sulla tibia durante la rotazione, mentre il femore ruota e scorre su entrambi i menischi durante la flessione e l'estensione.
Il centro dell'asse trasversale dei movimenti di estensione e flessione si trova nell'incrocio tra i legamenti collaterali e i legamenti crociati. Il punto centrale si muove verso l'alto e all'indietro durante la flessione, mentre la distanza tra il centro e le superfici articolari del femore cambia con la diminuzione della curvatura dei condili femorali.